# Ophryotrocha bifida
Ophryotrocha bifida är en ringmaskart som beskrevs av Hilbig och Blake 1991. Ophryotrocha bifida ingår i släktet Ophryotrocha och familjen Dorvilleidae. Inga underarter finns listade i Catalogue of Life.